# Au-delà des murs
Pour les articles homonymes, voir Au-delà des murs (mini-série).
Pour plus de détails, voir Fiche technique et Distribution.
Au-delà des murs (מאחורי הסורגים, Me'Ahorei Hasoragim) est un film israélien réalisé par Uri Barbash, sorti en 1984. 
Le film est nommé à l'Oscar du meilleur film en langue étrangère lors de la 57e cérémonie des Oscars, en 1985.

## Synopsis
Dans une prison israélienne, deux groupes de détenus s’opposent : les prisonniers juifs et les prisonniers palestiniens. Issa, un leader palestinien, et Uri, un criminel juif nationaliste, se méfient l’un de l’autre et dirigent leurs camps respectifs. Mais face aux conditions de détention difficiles et à l'oppression exercée par les gardiens, les tensions évoluent peu à peu vers une alliance inattendue.
À travers ce huis clos tendu, le film aborde des thèmes de solidarité, d’identité et de lutte contre l’injustice, offrant une réflexion poignante sur le conflit israélo-palestinien et la possibilité de coexistence.
Le film a été nommé à l’Oscar du meilleur film en langue étrangère et a marqué le cinéma israélien par son message puissant et son réalisme.

## Fiche technique
- Titre : Au-delà des murs
- Titre original : מאחורי הסורגים (Me'Ahorei Hasoragim)
- Réalisation : Uri Barbash

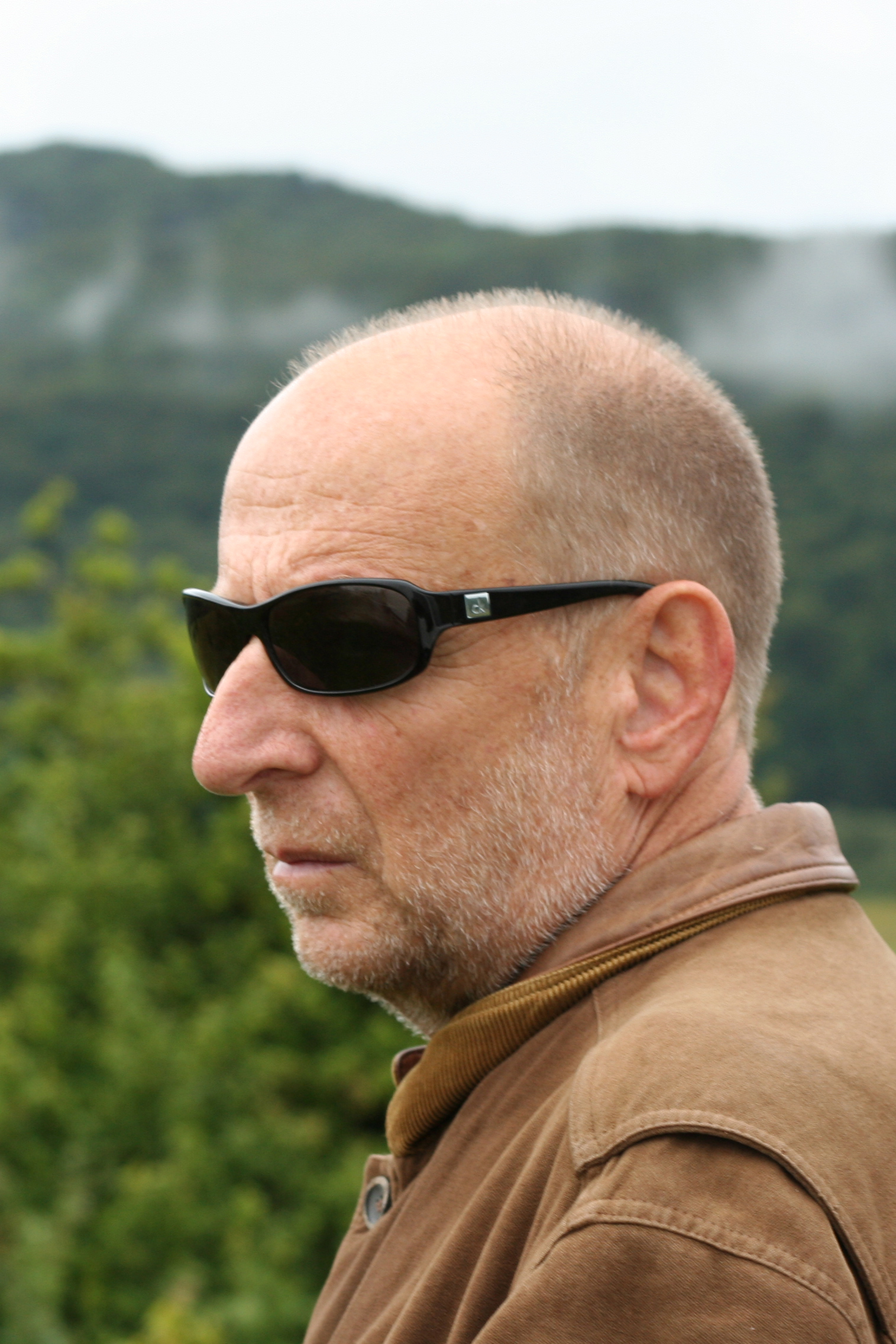
Le réalisateur Uri Barbash.

- Scénario : Uri Barbash, Benny Barbash et Eran Preis
- Production : Rudy Cohen et Katriel Schori
- Musique : Ilan Virtzberg
- Pays d'origine : Israël
- Genre : drame
- Durée : 103 minutes
- Date de sortie :  1984

## Distribution
- Arnon Zadok : Uri
- Mohammed Bakri : Issan
- Assi Dayan : Assaf
- Rami Danon : Pitoosy
- Boaz Sharabi : Nightingale

## Récompense
- Prix FIPRESCI de la Mostra de Venise